# Espineta desconcertant
L'espineta desconcertant (Sericornis virgatus) és un ocell de la família dels acantízids (Acanthizidae).

## Hàbitat i distribució
Habita la selva pluvial de Nova Guinea, al nord de la zona central i el nord-oest de l'illa.

## Taxonomia
Considerat un grup de subespècies de Sericornis nouhuysi, passa a ser considerat pel Congrés Ornitològic Internacional, versió 13.1, una espècie de ple dret arran Gregory 2007, amb el nom en anglès de Perplexing Scrubwren (espineta desconcertant).